# Lennox Lewis
Lennox Claudius Lewis CM, CBE, (* 2. září 1965, Londýn) je bývalý anglický boxer a světový šampion v těžké váze. V profesionálním boxu se pohyboval během let 1989–2003. Bývá označován za posledního absolutního mistra světa v těžké váze. Úspěchy slavil už v amatérském ringu, kde boxoval ve 105 zápasech, z nichž plných 94 vyhrál. Největšího úspěchu pak dosáhl na LOH 1988 v Soulu, kde ve svých 23 letech získal zlatou olympijskou medaili, když ve finále porazil Riddicka Bowea. Tohoto úspěchu dosáhl ještě v dresu Kanady, kam se v dětství přestěhoval se svou rodinou. Má britské a kanadské státní občanství.
V prvních třech letech jeho profesionální kariéry vyhrál Lewis několik regionálních mistrovství v těžké váze, včetně evropských, britských a zemí Commonwealthu. Poté, co vyhrál prvních 21 soubojů porazil v roce 1992 Donovana Ruddocka a stal se tak v žebříčku WBC číslem jedna a vyzyvatelem úřadujícího mistra těžké váhy Riddicka Bowa. Avšak Bowe se titulu vzdal a tak v prosinci 1992 získal Lewis titul mistra světa v těžké váze organizace WBC bez boje. Do roku 1994 dokázal titul třikrát obhájit než o něj přišel v zápase s Oliverem McCallem. Nicméně v odvetě proti McCallovi v roce 1997 Lewis získal uvolněný titul WBC zpět (McCall o něj přišel v zápase s Frankem Brunem v roce 1995).
Lewis získal označení absolutního šampiona tím, že v roce 1998 porazil Shannona Briggse, dalšího vyzyvatele o titul WBC. Dvěma zápasy proti Evander Holyfieldovi v roce 1999 (první skončil kontroverzní remízou) se Lewis stal nesporným šampiónem těžké váhy, jelikož spojil jeho WBC titul s WBA a IBF tituly Holyfielda a také získal uvolněný titul IBO. Avšak v roce 2000 organizace WBA zbavila Lewise titulu, když se rozhodl čelit Michaelu Grantovi namísto povinného vyzyvatele Johna Ruize.
V roce 2001 byl Lewis poražen Hasimem Rahmanem, ale ještě v témže roce mu v odvetě porážku vrátil. V roce 2002 v jednom z nejočekávanějších zápasů v historii boxu porazil Mika Tysona. Již před tímto zápasem byl Lewis oceněn titulem časopisu Ring, který byl od konce osmdesátých let neobsazený a byl naposledy držen právě Tysonem. Jeho posledním zápasem byl v roce 2003 souboj proti Vitali Kličkovi, který se stal velmi krvavým střetnutím, ze kterého vyšel vítězně Lewis. Poté v roce 2004 uvolnil všechny získané tituly a opustil boxerskou kariéru.
Lennox Lewis měří na výšku 196 cm, dosahuje rozpětí paží 210 cm a v dobách své boxerské kariéry vážil asi 111 kg. Je mnohými považován za jednoho z největších boxerů těžké váhy všech dob a také jednoho z největších britských boxerů všech dob. V roce 1999 byl jmenován boxerem roku organizací Boxing Writers Association of America a osobností roku stanice BBC Sport.

## Kariéra
V roce 1989 přestoupil k profesionálům, a protože licenci získal ve svém rodném Londýně, je od té doby považován za Brita a patří k nejoblíbenějším sportovcům země.[zdroj?] Neoficiální šéfkou Lewisova týmu se stala jeho maminka Violet. „Ano, můžu říct, že jsem poslušný synek, maminčin mazánek, neboť ona je laskavá, oddaná, milující. A kdyby měl Tyson takovou mámu, byl by to úplně jiný člověk,“ řekl. Svěřenec kouče Emanuela Stewarda byl v letech 1990 až 1992 mistrem Evropy, v roce 1992 rovněž šampionem Britského společenství. Světový titul měl v držení ve třech obdobích s přestávkou mezi léty 1994 a 1997. Právě roku 1994 ho poté, co se dostal na výsluní, nečekaně srazil z trůnu pro mistra světa Oliver McCall. Po této prohře Lewise řada lidí odepsala a tvrdila, že není dost dobrý na to, aby se vrátil zpátky na trůn, popřípadě se na něm udržel. Jenže Lennox se z prohry poučil a roku 1997 získal titul zpět. Z titulu se  těšil do roku 2001, kdy ho o titul připravil Hasim Rahman. Tuto prohru Lewis neunesl a když k tomu Rahman přidal ještě rýpnutí o jeho údajné homosexualitě, tak se již Brit neudržel a do Rahmana se přímo v televizním studiu pustil: „I když vás žádná porážka nepotěší, ta s McCallem mi něco dala. Možná bych se jinak nestal tak velkým boxerem. Ale toho druhého nesnáším. Vůbec si mě nevážil. Já si řekl: užij si šest měsíců slávy a pak z tebe udělám toast! Stalo se.“ V odvetě neměl Rahman šanci.
Vypadalo to, jako by Lewisovi titul nikdo nepřál ani po výhře nad Rahmanem, neboť se stále objevovaly hlasy, že Lewis není nejlepší boxer na světě a hodně lidem se jeho styl boxu jevil jako nezáživný. Nic platné nebyly ani jeho dva souboje s dalším legendárním boxerem Evanderem Holyfieldem roku 1999, z nichž jeden skončil spornou remízou (spornou kvůli Lewisově jasné převaze) a druhý už jeho jasným vítězstvím, kterým si Lewis udržel titul. Onen zápas, jímž přesvědčil všechny své kritiky o tom, že je skutečným šampiónem, byl roku 2002 jeho souboj s Američanem Mikem Tysonem, novináři označený jako souboj dobra proti zlu, ve kterém Lewis knockoutoval Tysona, přezdívaného Zvíře či Kanibal, v osmém kole. Mimochodem Tyson svým přezdívkám plně dostal již před zápasem, neboť při jejich vzájemné potyčce (do níž se zapletlo ještě asi dalších 20 mužů) kousnul Lewise do lýtka. Brit si radši nechal píchnout tetanovku.
Jeho posledním zápasem byl pak souboj s Vitalijem Kličkem v roce 2003, v němž se mu podařilo i přes počáteční potíže Kličkovi roztrhnout obočí, které se nakonec ukázalo jako velice vážné zranění a nakonec rozhodlo o Lewisově vítězství technickým K.O. Zajímavé je, že Lewis po tomto souboji ukončil kariéru jako mistr světa těžké váhy, což učinil teprve jako třetí boxer v historii, s celkovou bilancí 41 výher (32 k.o.), 1 remíza a 2 prohry. Proti Kličkovi se Lewis postavil v zápase znovu. Oba borci se totiž dohodli na odvetě, která se uskuteční v roce 2018.

## Život po ukončení kariéry
Mezi jeho záliby patří kulečník a šachy, které hrával vždycky před svými zápasy, aby se uklidnil. V Oxfordu studoval filosofii. Mezi jeho další oblíbené sporty patří například fotbal, v němž vynikal už za mlada, přičemž jeho oblíbený klub je West Ham United. Jeho oblíbená hudba je reggae a žije střídavě na Jamajce, v Londýně, v Miami i Kanadě. Zároveň patří mezi nejbohatší britské sportovce (vydělal víc než 3 miliardy korun) a v Anglii založil školu pro nemajetné děti. Mimo to si zahrál v pár méně významných rolích jako např. ve filmu Johny Was.